# キナーゼ
キナーゼ（独: Kinase）とは、生化学において、ATPなどの高エネルギーリン酸結合を有する分子からリン酸基を基質あるいはターゲット分子に転移する（リン酸化する）酵素の総称であり、リン酸化酵素とも呼ばれる。EC 2.7群（リン酸転移酵素、ホスホトランスフェラーゼ）に属する。英語発音に由来するカイネイス、カイネースと呼ぶ研究者が増えてきている。
一般に高エネルギーリン酸化合物からのリン酸転移反応は大きな負の自由エネルギー変化を伴うため不可逆変化として進行しやすく、その結果生じる化合物もまた高エネルギーリン酸化合物である場合もある。ゆえにキナーゼは基質分子に対して「活性化」あるいは「エネルギーを与える」（キナーゼの名称もこの意味による）と考えることができる。すべてのキナーゼはMg2+あるいはMn2+など2価の金属イオンを要し、それによりドナー分子の末端リン酸基の転移を容易にする。
キナーゼには様々なタイプがあるが、大きくは低分子化合物を基質とし代謝経路で機能するタイプと、タンパク質を基質としてその機能を調節したり細胞内シグナル伝達経路で機能するタイプの2つに分けられる。例として次のようなものがある：
- 低分子基質タイプ
  - クレアチンキナーゼ
  - ピルビン酸キナーゼ
  - ヘキソキナーゼ
- プロテインキナーゼ：特にこのタイプをキナーゼとよぶことも多い。

なおプロテアーゼの中にはウロキナーゼ、ナットウキナーゼのように「キナーゼ」という名称のついたものがあるが、これらは「酵素（プラスミノーゲン）を活性化する酵素」の意味で個別に命名されたものであって、本項目のキナーゼではない。